# Linia Ch’ŏllima
Linia Ch'ŏllima jest jedną z dwóch linii metra w Pjongjangu. Linia przecina miasto w osi północ-południe. Składa się z 8 stacji. W godzinach szczytu pociągi odjeżdżają co 2 minuty, poza godzinami szczytu co 5-7 minut. Nazwa linii pochodzi od mitycznego skrzydlatego konia Ch'ŏllima.

## Lista stacji
Lista wymienia stacje kolejno z północy na południe.
| Nazwa stacji                | Data otwarcia    |
| --------------------------- | ---------------- |
| Pulgŭnbyŏl                  | 6 września 1973  |
| Chŏnu (stacja przesiadkowa) | 6 września 1973  |
| Kaesŏn                      | 6 września 1973  |
| Moranbong                   | 6 września 1973  |
| Sŭngni                      | 6 września 1973  |
| Ponghwa                     | 6 września 1973  |
| Yŏnggwang                   | 10 kwietnia 1987 |
| Puhŭng                      | 10 kwietnia 1987 |